# 埃爾卡亞俄 (玻利瓦爾州)

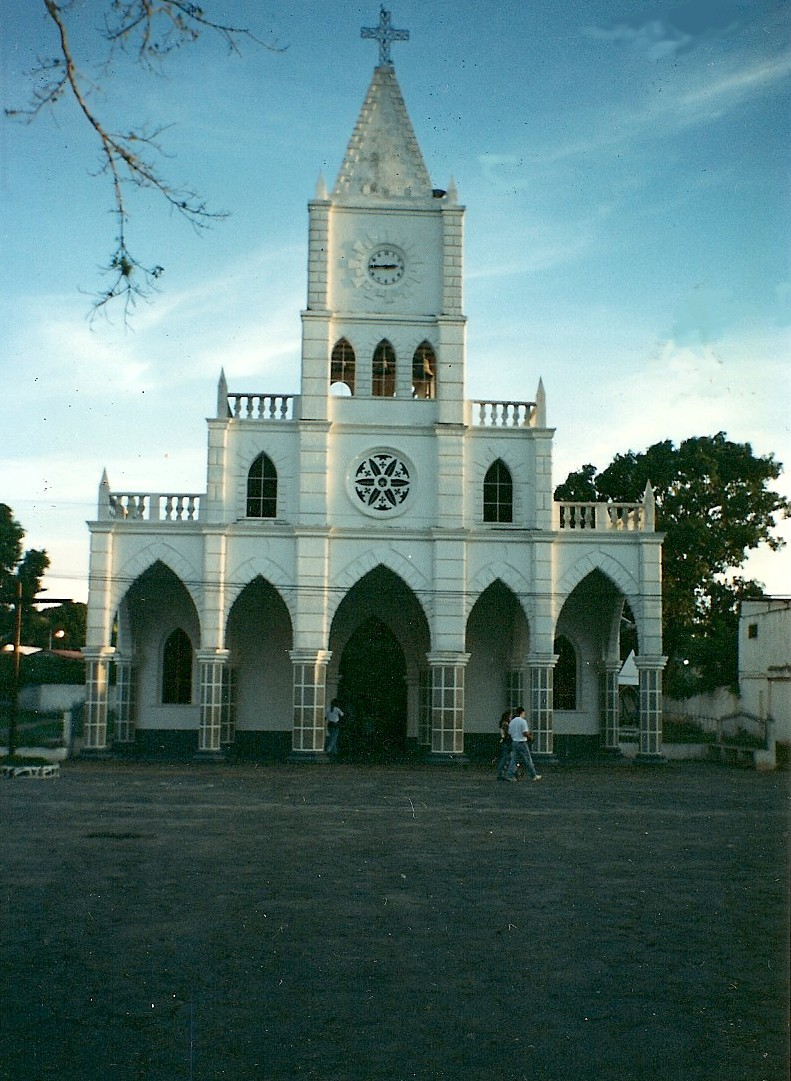

埃爾卡亞俄（西班牙語：El Callao），是委內瑞拉的城鎮，位於該國西部玻利瓦爾州，是埃爾卡亞俄市的首府，始建於1853年，該地區有多個民族居住，2011年人口21,165。